# Pyxidiophora asterophora
Pyxidiophora asterophora är en svampart som först beskrevs av Louis René Tulasne, och fick sitt nu gällande namn av Gustav Lindau 1897. Pyxidiophora asterophora ingår i släktet Pyxidiophora och familjen Pyxidiophoraceae.   Inga underarter finns listade i Catalogue of Life.